# Vico da Porta Névia
Vico da Porta Névia (em latim: Vicus Portae Naeviae) era uma rua da Roma Antiga que ligava o Vico da Piscina Pública com a Porta Névia da Muralha Serviana (um local ligeiramente ao sul da Basílica de Santa Balbina), a partir da onde seguia, provavelmente, até a Porta Ardeatina da Muralha Aureliana, no pequeno Aventino. Esta rua foi citada na Base Capitolina. Seu traçado corria primeiro para o sul e depois para o sudeste.